# Bert St. John
Bert St. John (né en 1879 et décédé le 19 septembre 1932) est un joueur de tennis australien. 
Il a notamment remporté les Internationaux d'Australie en 1923, en double messieurs (avec Pat O'Hara Wood) .

## Palmarès (partiel)

### Finale en simple messieurs
| No | Date       | Nom et lieu du tournoi               | Catégorie | Surface      | Vainqueur       | Score         |          |
| -- | ---------- | ------------------------------------ | --------- | ------------ | --------------- | ------------- | -------- |
| 1  | 11-08-1923 | Australasian Championships, Brisbane | G. Chelem | Gazon (ext.) | Pat O'Hara Wood | 6-1, 6-1, 6-3 | Parcours |

### Titre en double messieurs
| No | Date       | Nom et lieu du tournoi              | Catégorie | Surface      | Partenaire      | Finalistes                  | Score                |          |
| -- | ---------- | ----------------------------------- | --------- | ------------ | --------------- | --------------------------- | -------------------- | -------- |
| 1  | 11-08-1923 | Australasian Championships Brisbane | G. Chelem | Gazon (ext.) | Pat O'Hara Wood | Dudley Bullough Horace Rice | 6-4, , 6-3, 3-6, 6-0 | Parcours |

### Finale en double messieurs
| No | Date       | Nom et lieu du tournoi              | Catégorie | Surface      | Vainqueurs                | Partenaire  | Score              |  |
| -- | ---------- | ----------------------------------- | --------- | ------------ | ------------------------- | ----------- | ------------------ |  |
| 1  | 13-08-1915 | Australasian Championships Brisbane | G. Chelem | Gazon (ext.) | Clarence Todd Horace Rice | Gordon Lowe | 8-6, 6-4, 7-9, 6-3 |  |

### Finale en double mixte
| No | Date       | Nom et lieu du tournoi              | Catégorie | Surface      | Vainqueurs                      | Partenaire          | Score         |          |
| -- | ---------- | ----------------------------------- | --------- | ------------ | ------------------------------- | ------------------- | ------------- | -------- |
| 1  | 11-08-1923 | Australasian Championships Brisbane | G. Chelem | Gazon (ext.) | Sylvia Lance Harper Horace Rice | Margaret Molesworth | 2-6, 6-4, 6-4 | Parcours |

- Ressource relative au sport :   - ATP